# Galveston County

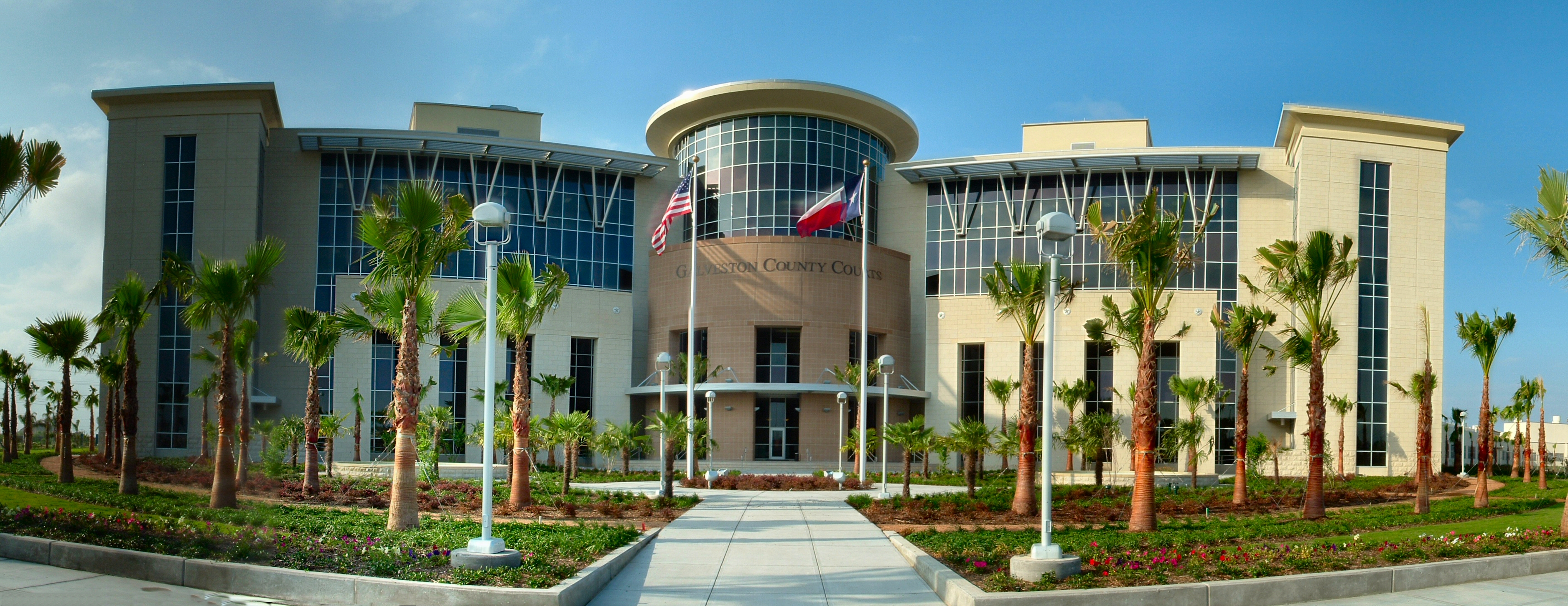
Das Galveston County Justice Center in Galveston

Das Galveston County ist ein County im Bundesstaat Texas der Vereinigten Staaten. Das U.S. Census Bureau hat bei der Volkszählung 2020 eine Einwohnerzahl von 350.682 ermittelt. Der Sitz der County-Verwaltung ist Galveston. League City ist die größte Stadt des Countys.

## Geographie
Das County liegt südöstlich des geographischen Zentrums von Texas, gehört zur Metropolregion Greater Houston und grenzt im Südosten an den Golf von Mexiko. Es hat eine Fläche von 2261 Quadratkilometern, wovon 1229 Quadratkilometer Wasserfläche sind. Es grenzt im Uhrzeigersinn an folgende Countys: Harris County, Chambers County und Brazoria County.

## Geschichte
Galveston County wurde am 15. Mai 1838 aus Teilen des Brazoria County, Harris County und Liberty County gebildet und die Verwaltungsorganisation 1839 abgeschlossen. Benannt wurde es nach Bernardo de Gálvez y Madrid (1746–1786), der 1777 Gouverneur des spanischen Teils der Louisiana-Kolonie. Die Stadt Galveston war die größte der Republik und auch das kulturell- und Handelszentrum. Bolivar auf der Bolivar Halbinsel war der zweitwichtigste Hafen der Region.
Galveston war eine bedeutende Hafenstadt während des Texanischen Unabhängigkeitskrieges. Der Hurrikan im Jahr 1900 tötete wenigstens 6000 Menschen im County. Der Hafen von Galveston wurde geschlossen, weil der von Texas City fast sofort wiedereröffnete. Nach dem Wiederaufbau des Hafens von Galveston wurden Houston und Texas City die wichtigsten Hafenstädte.
1901 begann der Ölrausch im Galveston County. Raffinerien wurden in Texas City aufgebaut. Galveston, traditionell ein Reiseziel, wurde landesweit bekannt. Das Maceo-Verbrechersyndikat kontrollierte Galveston danach und beschäftigte sich mit Schmuggel und Glücksspielen. Das Glücksspielsimperium wurde in den 50er Jahren vernichtet. Infolge dieser Aktion stürzte Galveston wirtschaftlich ab. Texas City hat die Krise wegen seiner kräftigen Industrie überstanden.

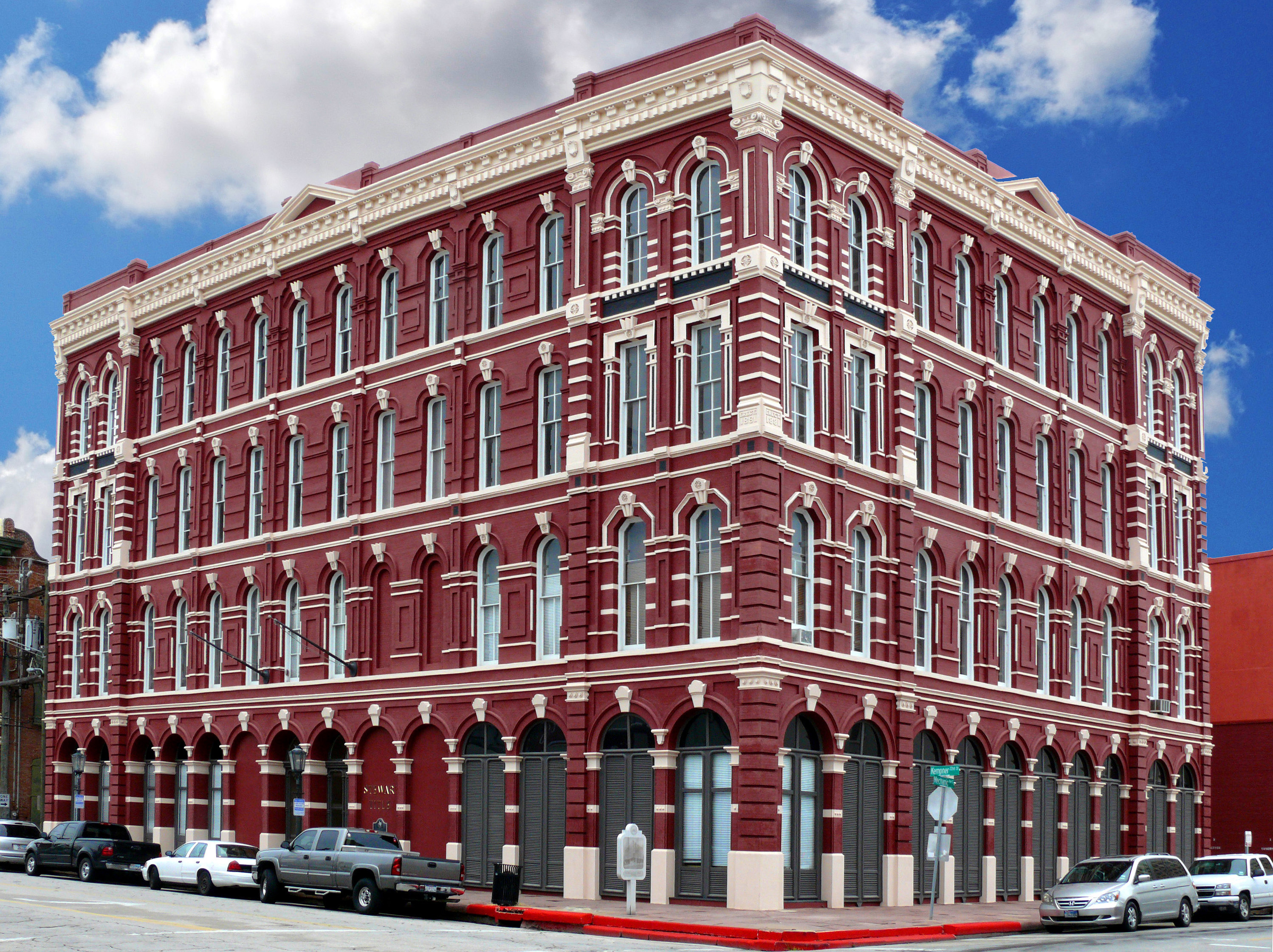
Gebäude im The Strand Historic District

80 Bauwerke und Stätten des Countys sind im National Register of Historic Places (NRHP) eingetragen (Stand 23. November 2021). Im County liegen drei National Historic Landmarks: der East End Historic District, das Segelschiff Elissa und The Strand Historic District.

## Demografische Daten

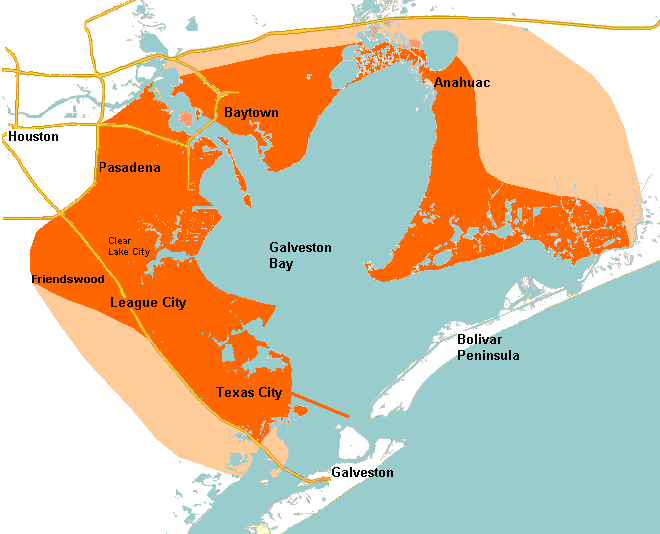
Karte der Galveston Bay

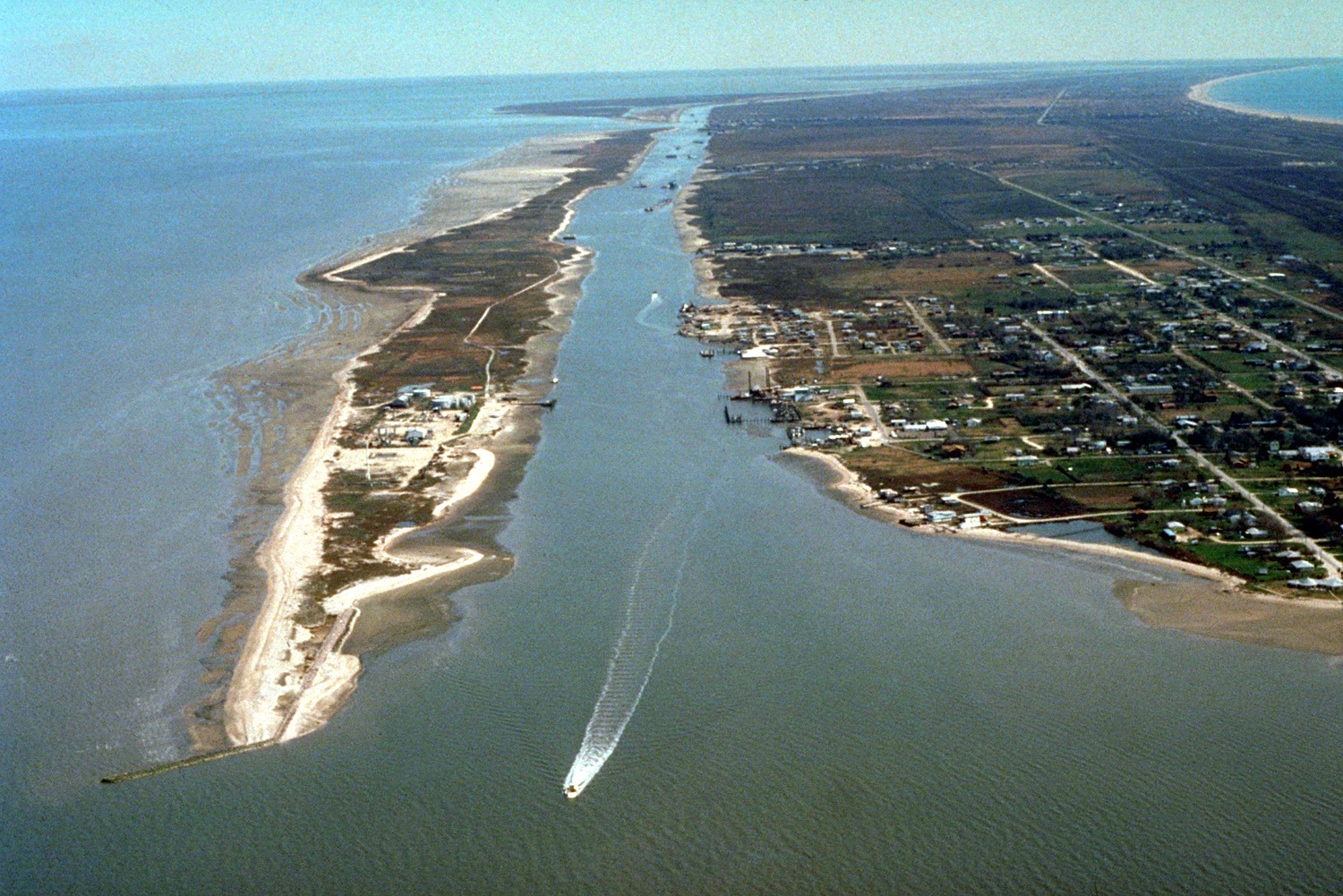
Der Gulf Intracoastal Waterway

Nach der Volkszählung im Jahr 2000 lebten im Galveston County 250.158 Menschen in 94.782 Haushalten und 66.157 Familien. Die Bevölkerungsdichte betrug 242 Einwohner pro Quadratkilometer. Ethnisch betrachtet setzte sich die Bevölkerung zusammen aus 72,69 Prozent Weißen, 15,44 Prozent Afroamerikanern, 0,47 Prozent amerikanischen Ureinwohnern, 2,10 Prozent Asiaten, 0,04 Prozent Bewohnern aus dem pazifischen Inselraum und 7,18 Prozent aus anderen ethnischen Gruppen; 2,08 Prozent stammten von zwei oder mehr Ethnien ab. 17,96 Prozent der Einwohner waren spanischer oder lateinamerikanischer Abstammung.
Von den 94.782 Haushalten hatten 33,8 Prozent Kinder oder Jugendliche, die mit ihnen zusammen lebten. 52,4 Prozent waren verheiratete, zusammenlebende Paare 13,1 Prozent waren allein erziehende Mütter und 30,2 Prozent waren keine Familien. 25,1 Prozent waren Singlehaushalte und in 8,1 Prozent lebten Menschen im Alter von 65 Jahren oder darüber. Die durchschnittliche Haushaltsgröße betrug 2,60 und die durchschnittliche Familiengröße betrug 3,12 Personen.
26,7 Prozent der Bevölkerung war unter 18 Jahre alt, 8,7 Prozent zwischen 18 und 24, 30,2 Prozent zwischen 25 und 44, 23,3 Prozent zwischen 45 und 64 und 11,1 Prozent waren 65 Jahre alt oder älter. Das Medianalter betrug 36 Jahre. Auf 100 weibliche Personen kamen 95,9 männliche Personen und auf 100 Frauen im Alter von 18 Jahren oder darüber kamen 93,1 Männer.
Das jährliche Durchschnittseinkommen eines Haushalts betrug 42.419 USD, das Durchschnittseinkommen einer Familie betrug 51.435 USD. Männer hatten ein Durchschnittseinkommen von 41.406 USD, Frauen 28.703 USD. Das Prokopfeinkommen betrug 21.568 USD. 10,1 Prozent der Familien und 13,2 Prozent der Einwohner lebten unterhalb der Armutsgrenze.

## Orte im County
- Alta Loma
- Arcadia
- Bacliff
- Bay View
- Bolivar
- Caplen
- Clear Lake Shores
- Crystal Beach
- Dickinson
- Friendswood
- Galveston
- Gilchrist
- High Island
- Hitchcock
- Island
- Jamaica Beach
- Kemah
- La Marque
- League City
- Meskill
- Port Bolivar
- San Leon
- Texas City
- Virginia Point
- West Galveston